# Sindrom delecije 22q13
Sindrom delecije 22q13 je delecija tipa kromosoma 22 i povezan je autizmom, teškim zastojem u razvoju i mentalnom retardacijom. Sindrom delecije 22q13 poznat je još i kao Phelan-McDermidov sindrom.
Pretpostavlja se da je delecija 22q13 jedan od glavnih uzroka idiopatske mentalne retardacije.
Skoro sva djeca pogođena sindromom delecije 22q13 imaju odsutan ili teški poremećaj u govoru. Javljaju se i manje deformacije lica, ruku, stopala. Može se javiti i hipotonija, normalan do ubrzan rast, povećana tolerancija na bol, napadaji i strabizam.